# タトラT3 (モスクワ市電)
この項目では、タトラ国営会社スミーホフ工場（ČKDタトラ）が製造した路面電車車両（タトラカー）のタトラT3（タトラT3SU）のうち、ソビエト連邦（ソ連）（→ロシア連邦）の首都・モスクワの路面電車であるモスクワ市電に導入された車両について解説する。1963年から1988年まで計2,084両の大量導入が実施され、長期にわたって使用されていたが、後継車両の導入により2021年までに営業運転を終了した。

## 概要
第二次世界大戦後のモスクワ市電は、地下鉄開通などによる路線の廃止を経てもなお1961年の時点で総延長491.3 km（うち旅客路線423.3 km）、系統数は45に達する大規模な路線網を有していた。その中で望まれていたのは、モスクワ市電を走る車両の近代化や性能向上であった。1960年代初頭、モスクワ市電では主力車両として多数のソ連製電車が移籍していたが、戦前製のM-38や戦後初期から長期生産が行われたMTV-82は旧来の機構を有する前時代的な車両であり、その他のソ連各企業製の路面電車車両も生産速度が遅く、モスクワ市電側の需要を満たすまでには至らなかった。また、戦前に市電向けの車両を製造していたソコリニチェスキー車両修理工場もトロリーバス製造に移行していたため、新型電車の開発は望めなかった。そこで白羽の矢が立ったのは、経済相互援助会議（コメコン）体制下の元で大量生産が行われていた、チェコスロバキア（現：チェコ）のタトラ国営会社スミーホフ工場（ČKDタトラ）製の路面電車車両・タトラカーであった。
1959年にモスクワ市電最初のタトラカーとして登場したソ連向け車両のタトラT2SUは品質や性能、量産体制が高く評価され、1962年までに180両が導入された。その成果を受け、旧型車両の置換用として1963年から生産・導入が始まったのが、タトラT3を基にソ連向けの改良を実施したタトラT3SUである。
T2よりも軽量化した車体や流線形の前面形状、多段式抵抗制御装置を始めとする機器など主要な構造はチェコスロバキア向けに製造されたタトラT3と同様だが、車内の座席配置は右側が2人掛け、左側が1人掛けのクロスシートとなっており、運転台がない車体後方には3人掛けのクロスシートが存在する。また寒冷地での運用を考慮して客室と運転室の間が壁によって区切られている他、車内の暖房装置の強化が行われている。車体右側に存在する乗降扉は製造年によって個数が異なり、1977年まで導入された車両は車掌の乗務を前提とした前後2箇所であった一方、1978年以降に導入された車両は信用乗車方式への対応により前・中央・後の3箇所に設置されている。
従来のソ連製の路面電車は運転台からの速度制御に、架線から集電装置を通り電動機へ伝わる電流を直接制御器を使って操作する「直接制御方式」を用いたが、タトラT3を含めたタトラカーは架線よりも低い電圧が流れる速度制御用の回線を別途設けた間接制御、その中でも自動的にノッチ進段を行う「間接自動制御方式」を採用している。この方式は安全性が増し速度制御が容易となる利点が存在する一方、従来の車両とは操作が異なるため、タトラT2SUの配属が行われていなかった車庫では1970年代まで習熟訓練が行われた。

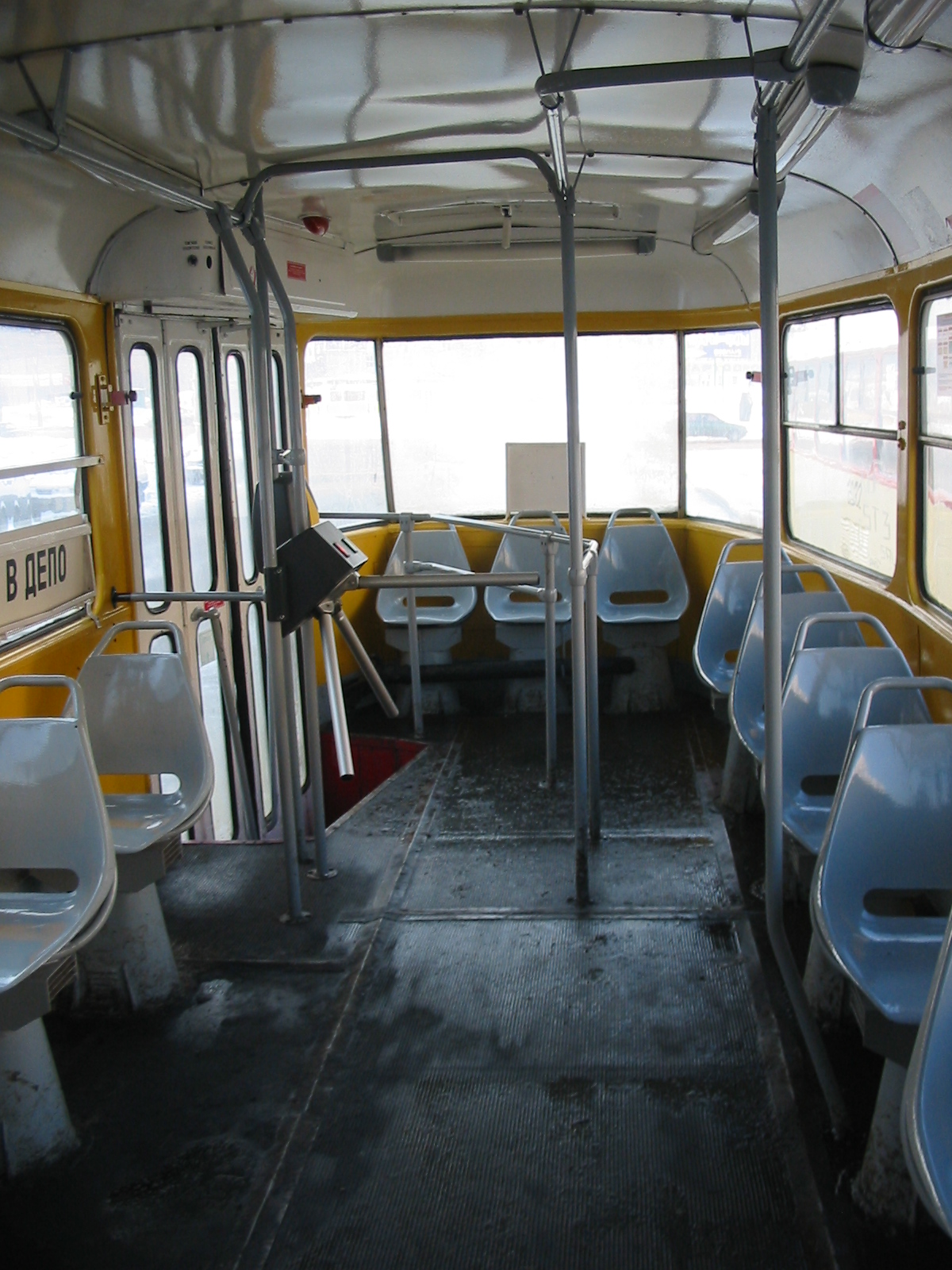
車内（座席配置変更後）
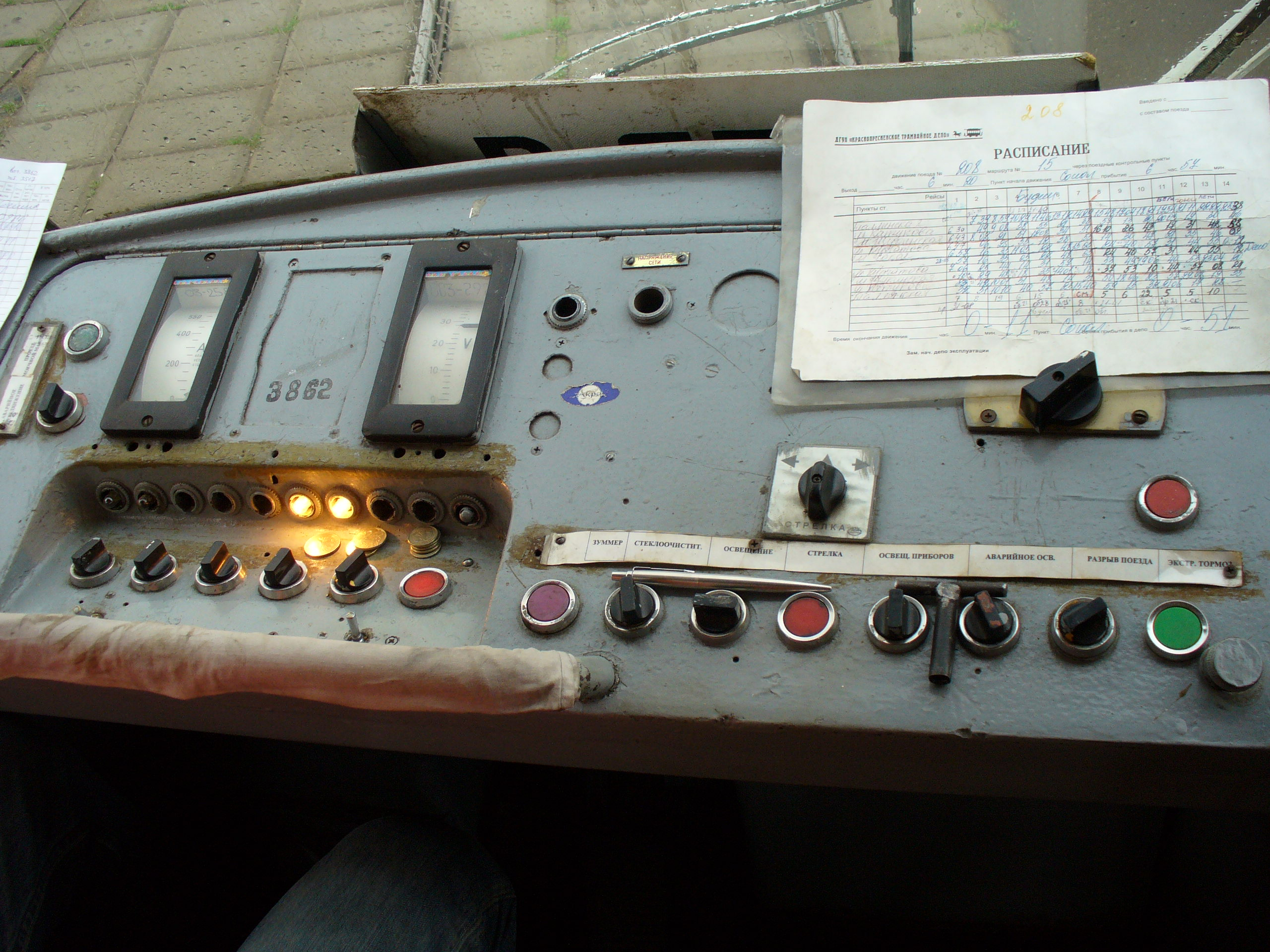
運転台
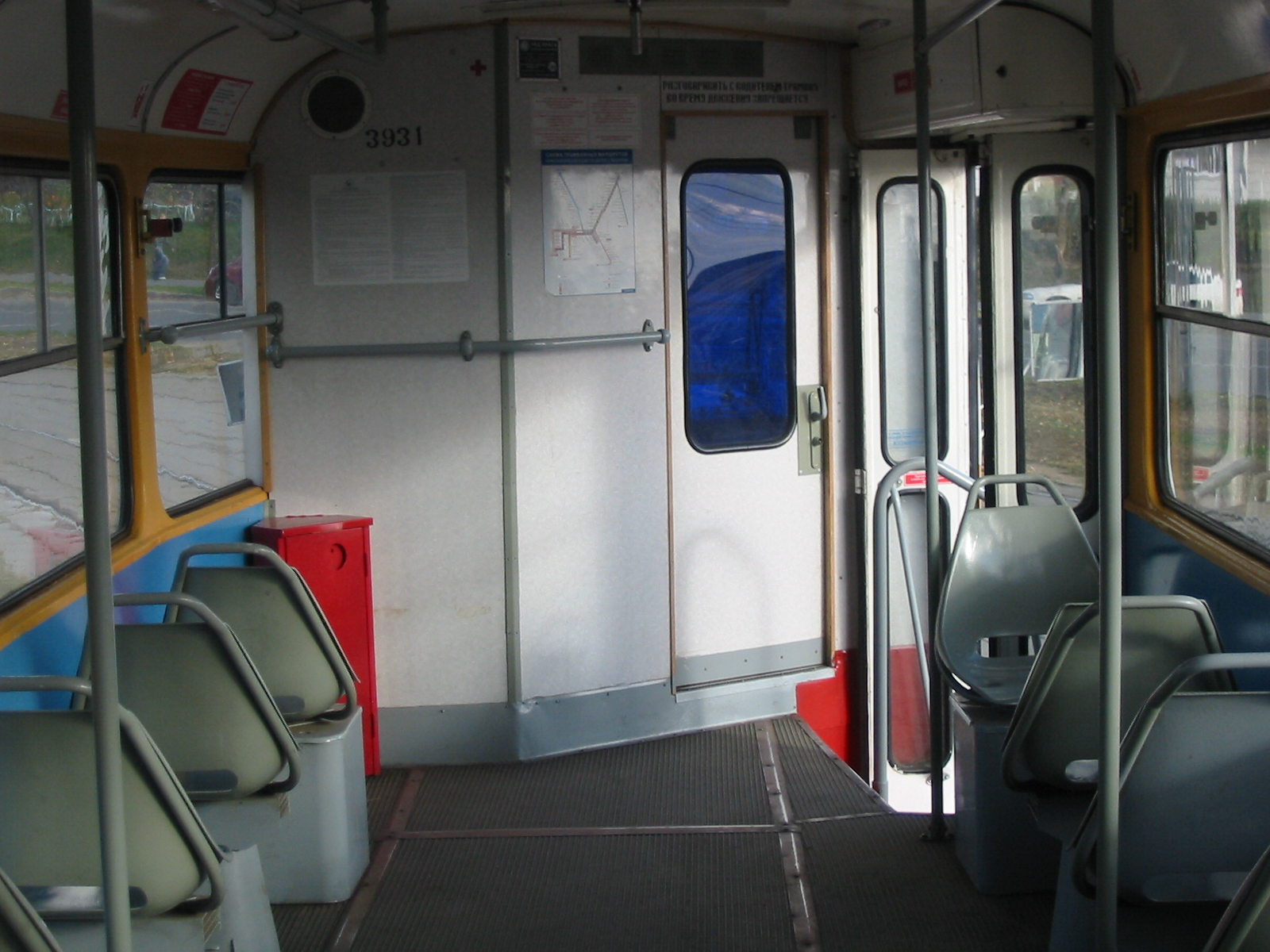
運転室と客室は壁で区切られている
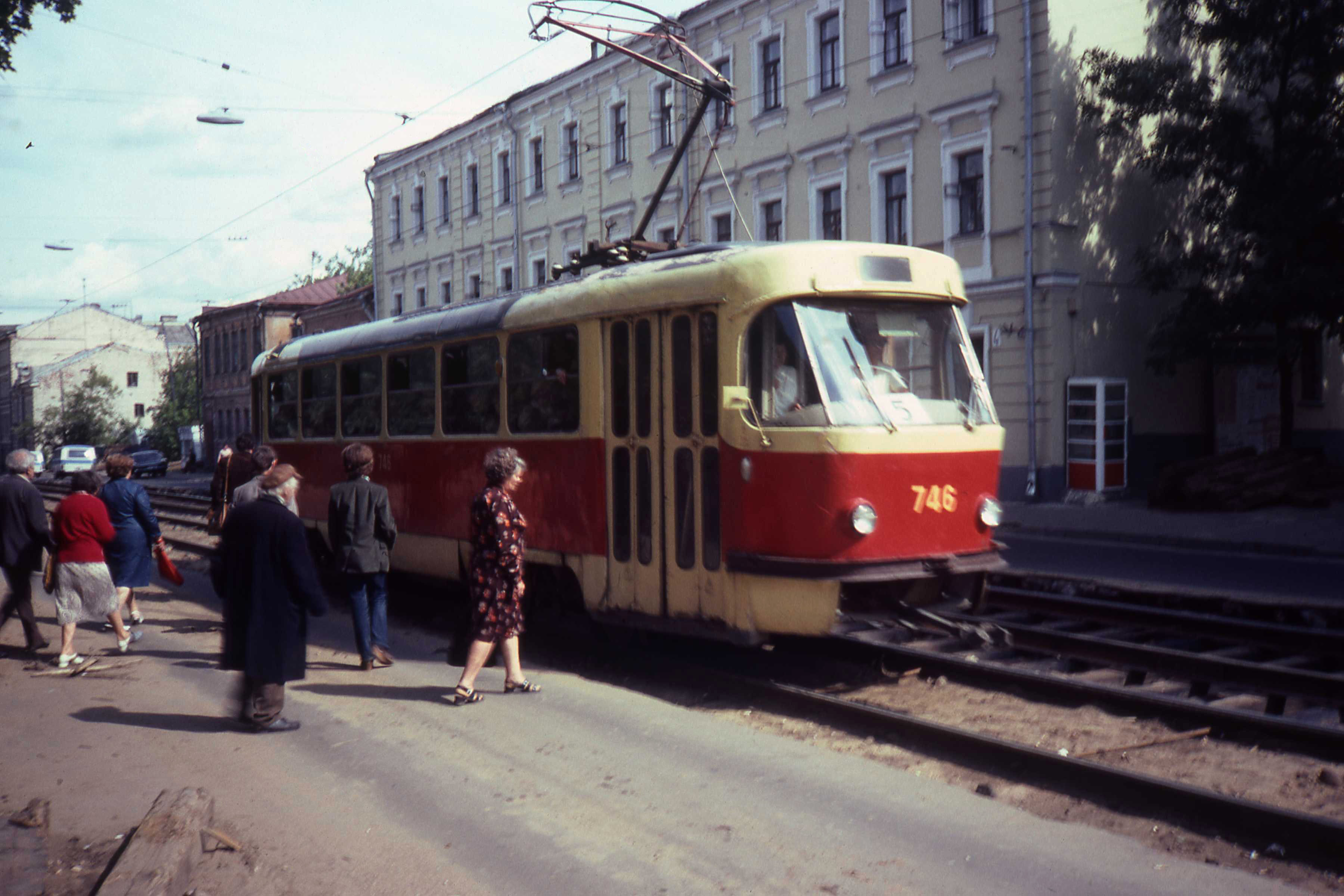
1977年まで製造された2扉車（1982年撮影）
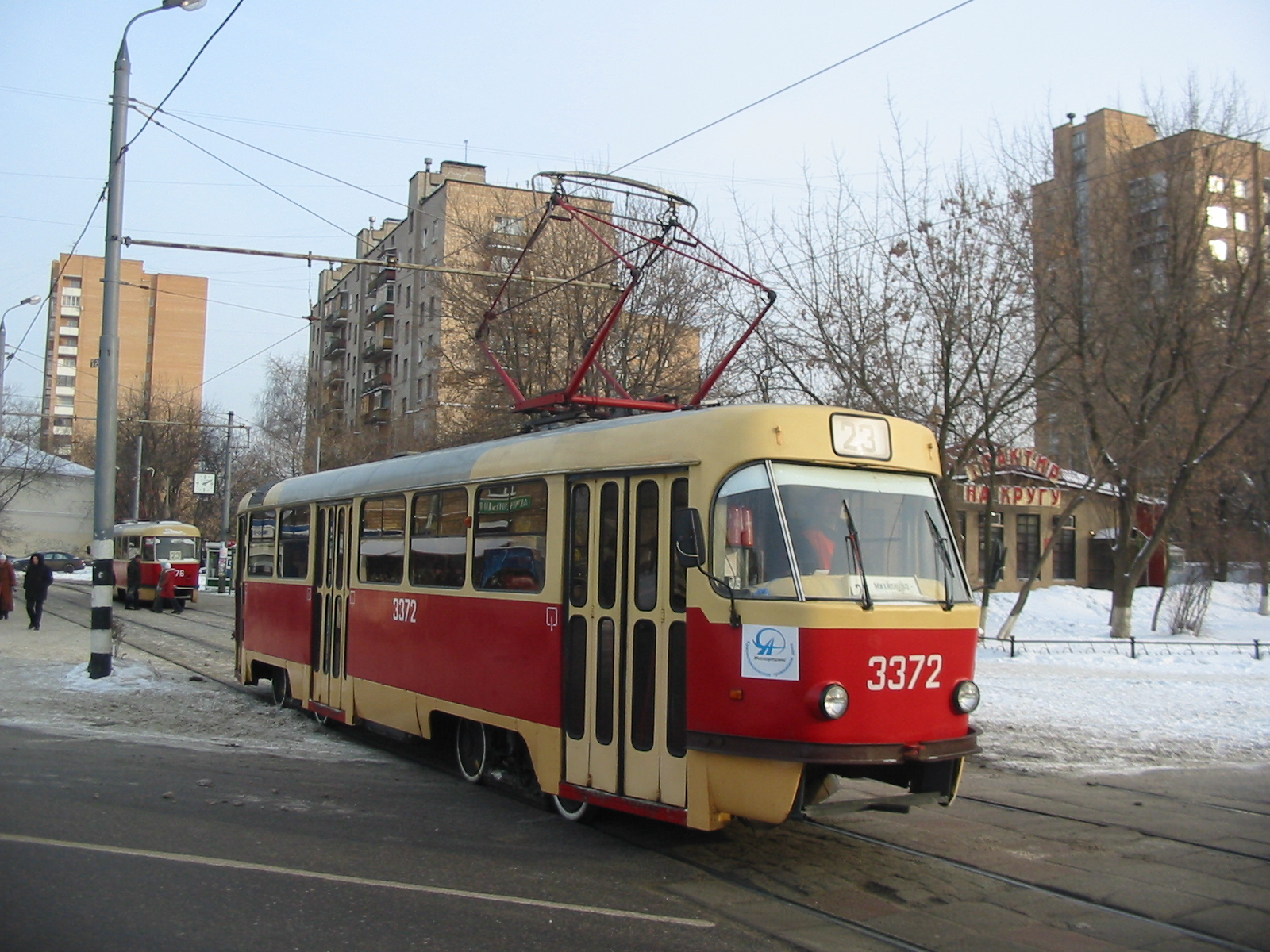
1978年以降は3扉車が導入された（2006年撮影）
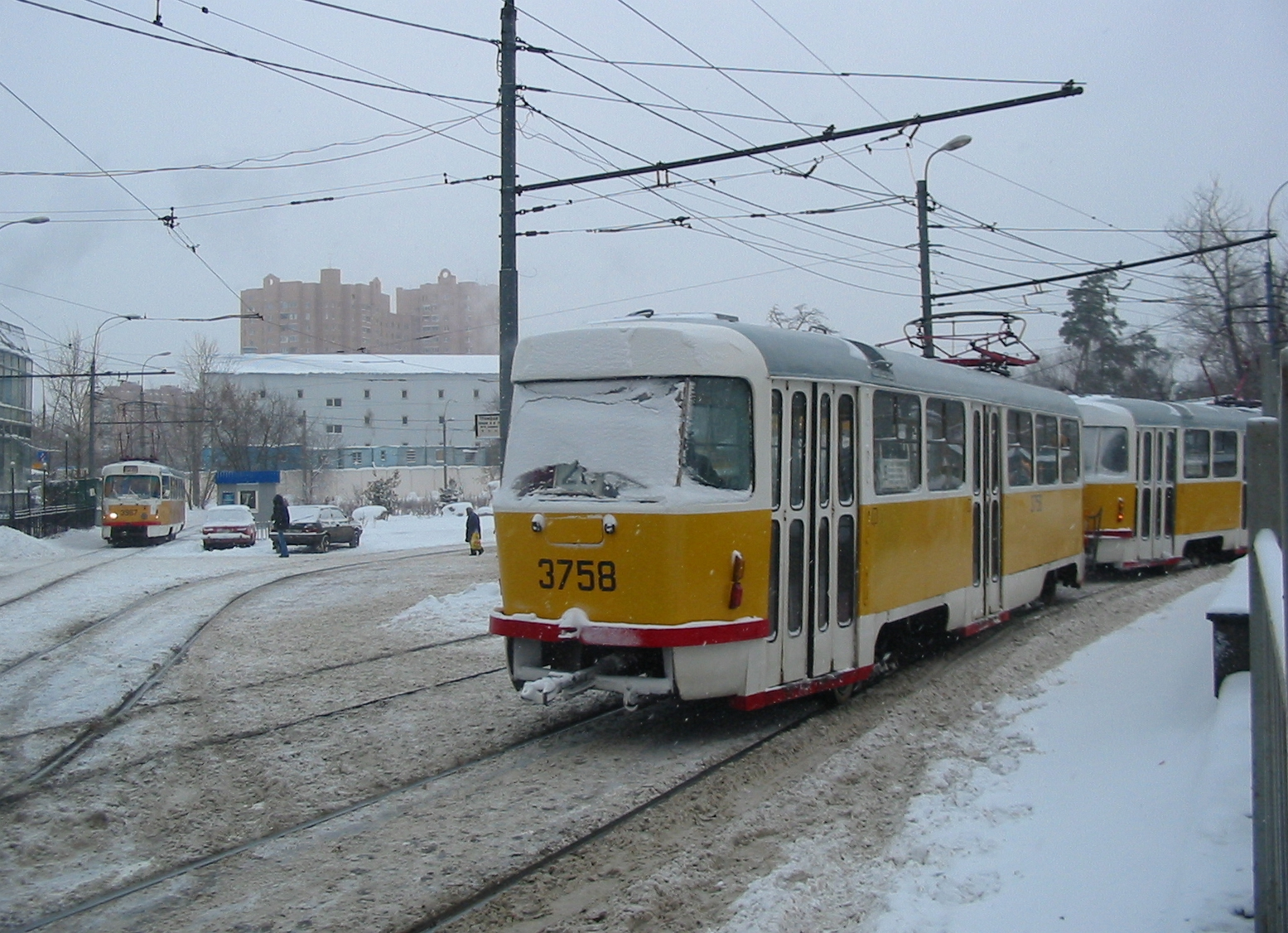
車体後方には運転台が存在しない（2005年撮影）

## 運用
1963年末から営業運転を開始したT3SUは毎年50 - 100両のペースで大量生産が行われ、1976年の時点で在籍数は856両となった。これにより、モスクワ市電に在籍していた旧型車両の置き換えが急速に進み、M-38を含めた戦前製の車両やタトラカーと同時期に導入されたRVZ-6は1974年までに営業運転から退き、その後も残存したMTV-82や先代のタトラカーであるT2SUなどの車両についても1981年に引退した。予算不足で配給が停止された1988年までT3SUの導入は続き、翌1989年時点の在籍車両数は1,220両にも達した。
製造総数は2,084両で、T3を導入した都市では最大の導入数となったが、導入から15年程度で廃車された初期の車両を始め、T3による老朽化したT3の置き換えも実施されていたため全車が揃う事は無かった。加えて1990年以降はKTM-8を始めとしたソビエト連邦・ロシア連邦製の路面電車車両の導入によって更なる置き換えが進み、初期に導入された乗降扉が2箇所の車両は1996年までに引退した。一方で残存する車両に対しては後述する通り修繕・近代化工事が継続して行われており、1998年以降は路面電車修理工場（TRZ、ТРЗ）による更新工事が進められた。2019年時点での在籍数は185両で、地下鉄建設によって2つに分断されたモスクワ市電の両系統で使用されていたが、71-931M「ヴィチャズ」や71-911EM「ライオネット」、71-414「フォックストロット」といった超低床電車への置き換えが進んだ結果、2021年8月までに営業運転を終了した。
これらのモスクワ市電から撤退したタトラT3のうち、一部車両については修繕を加えた上でタトラカーが使用されるロシア連邦の他都市への譲渡が実施されている。

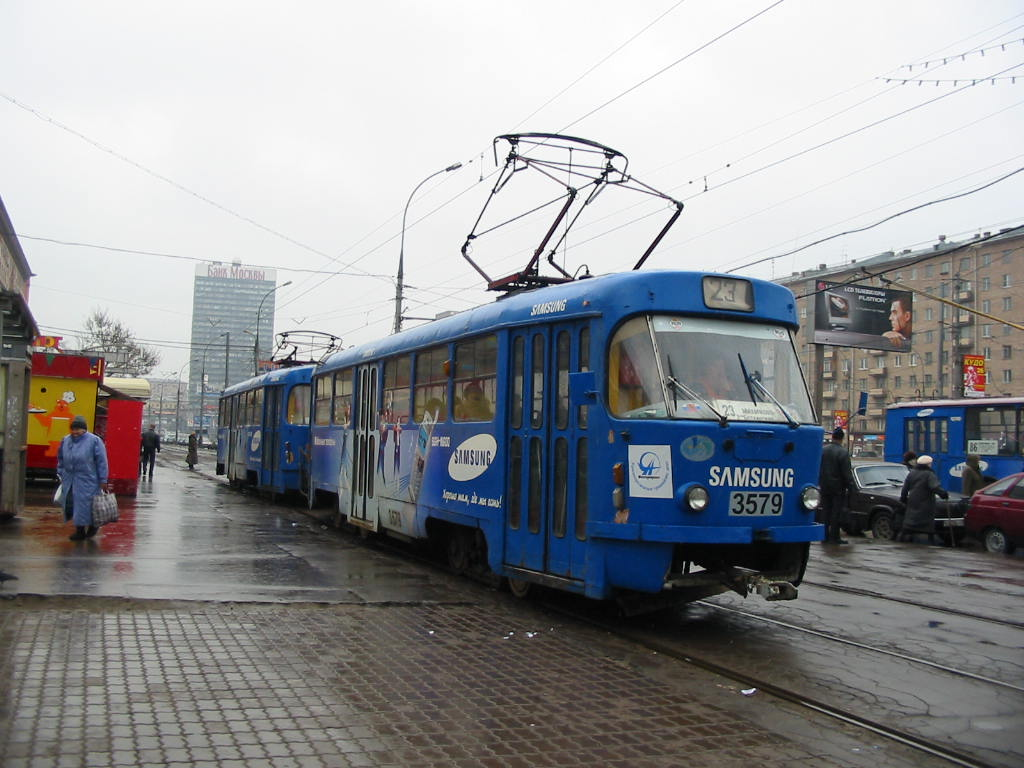
2003年撮影
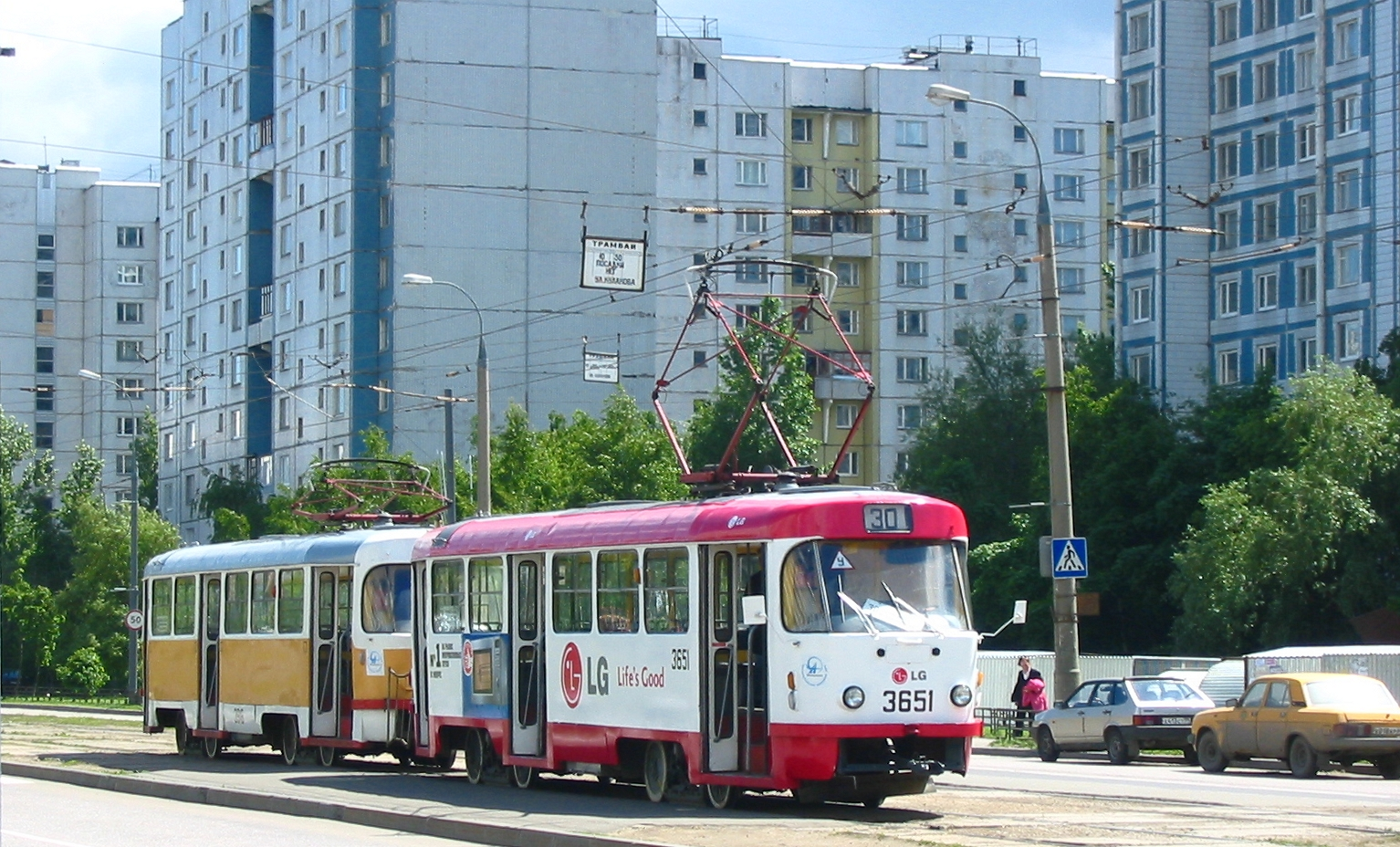
2004年撮影
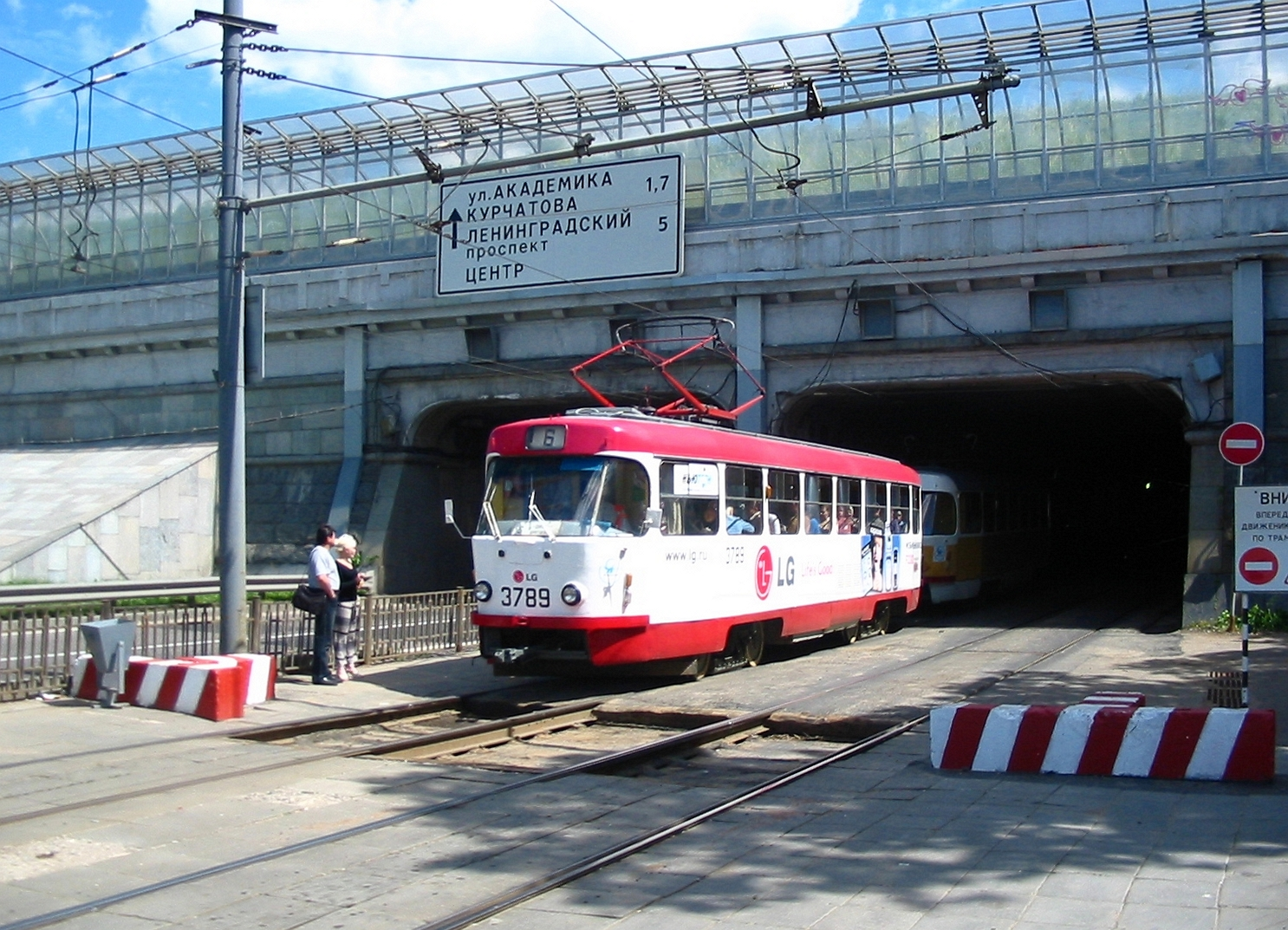
2005年撮影
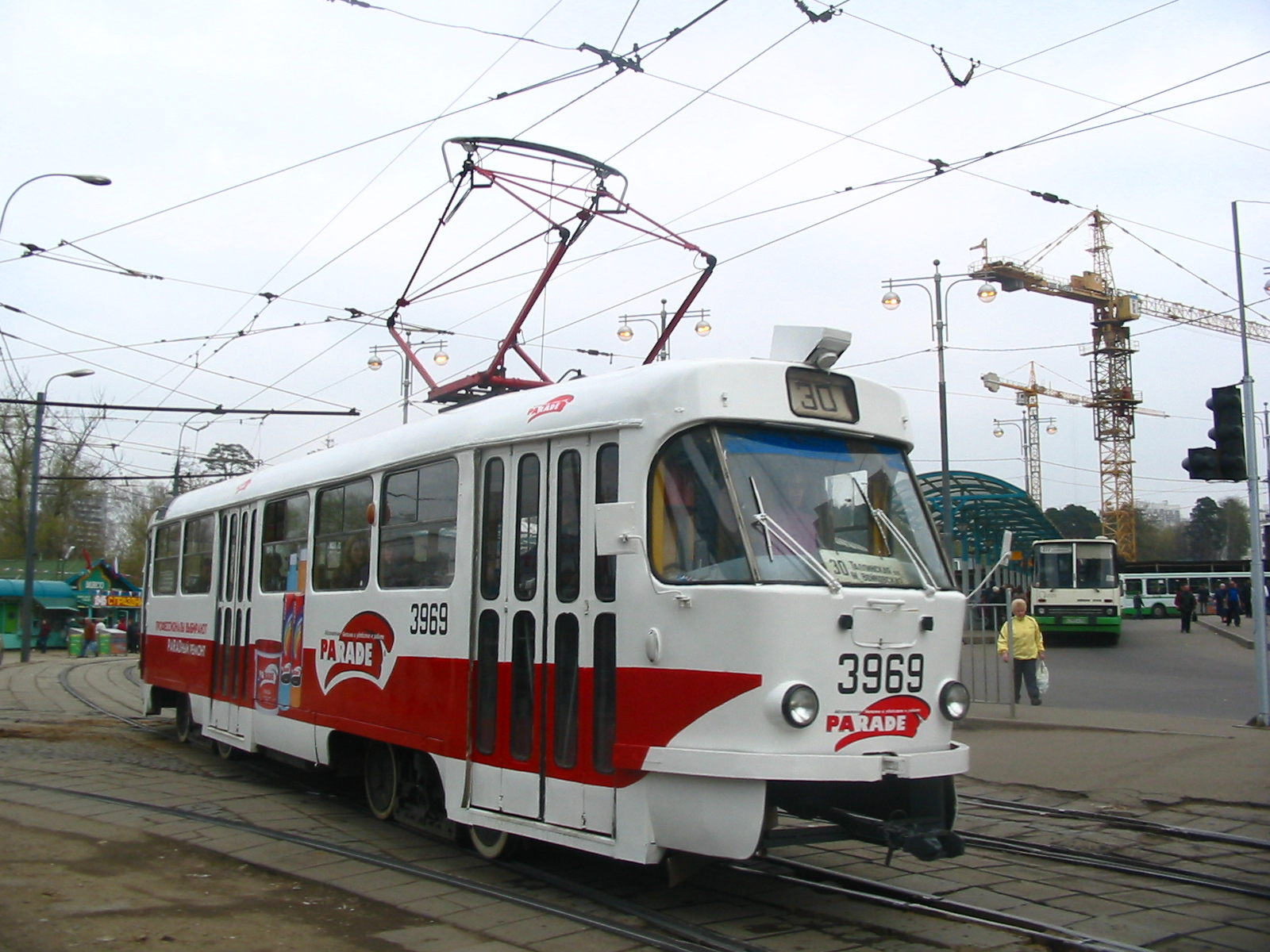
2005年撮影
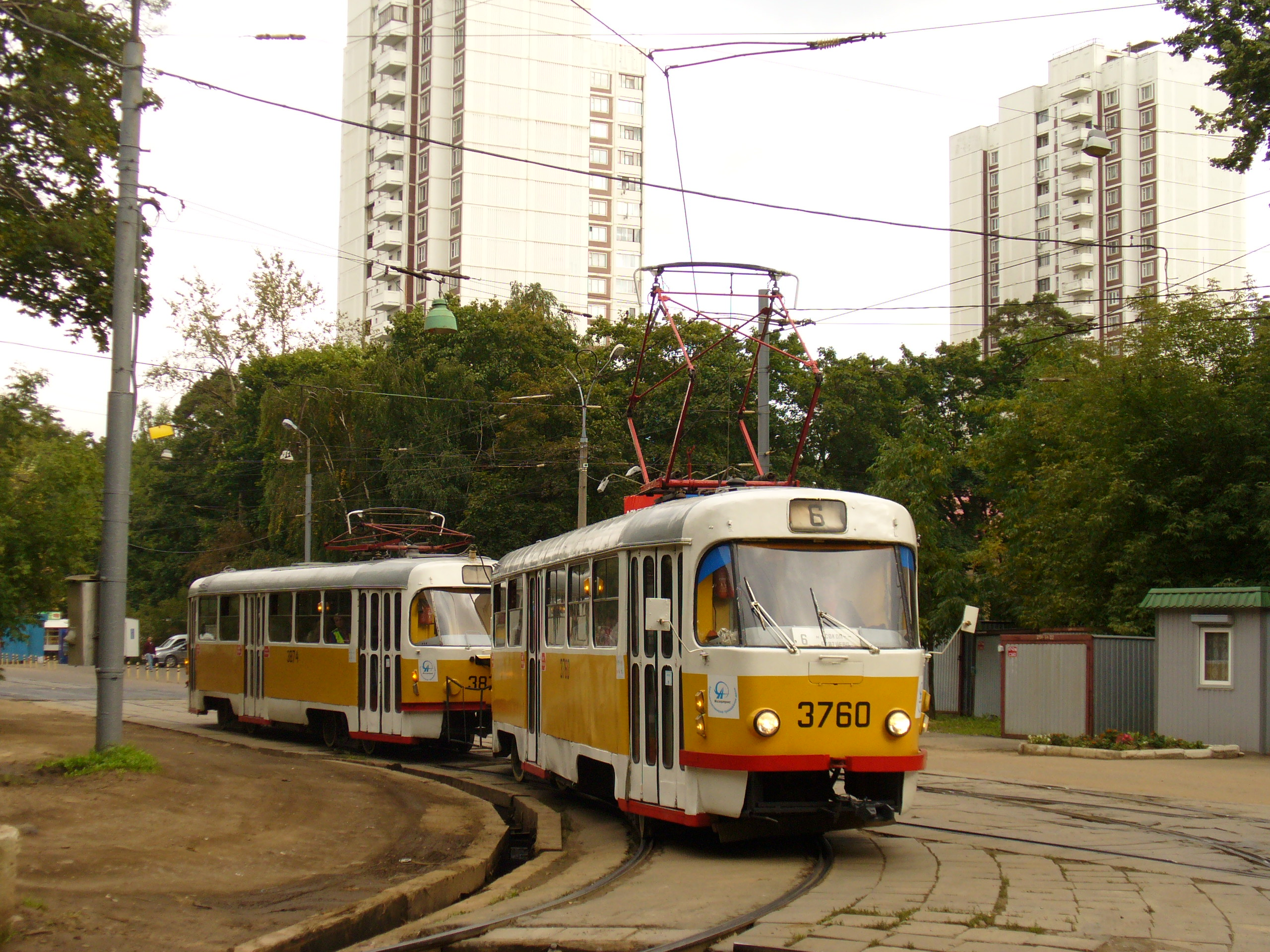
2006年撮影
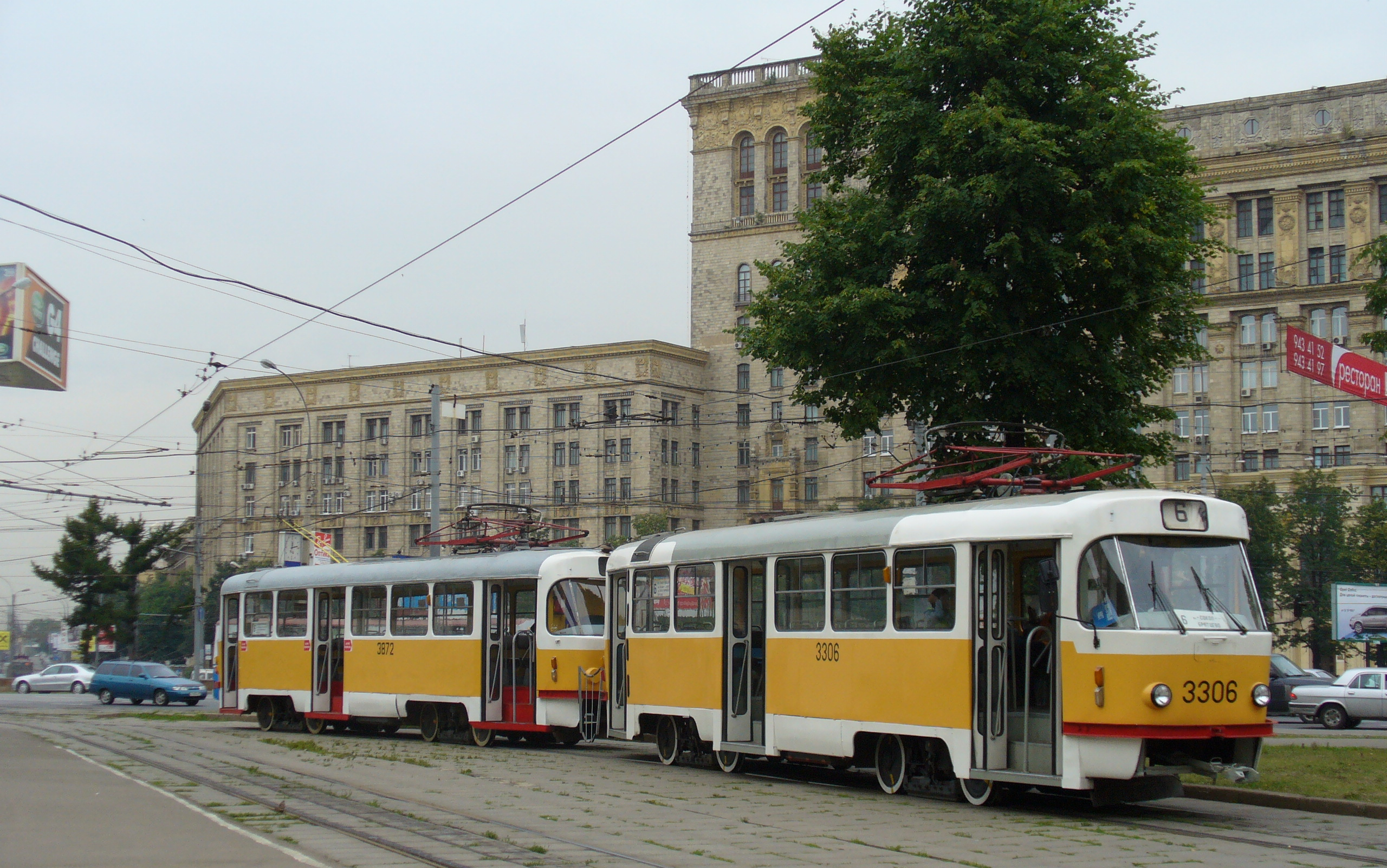
2007年撮影
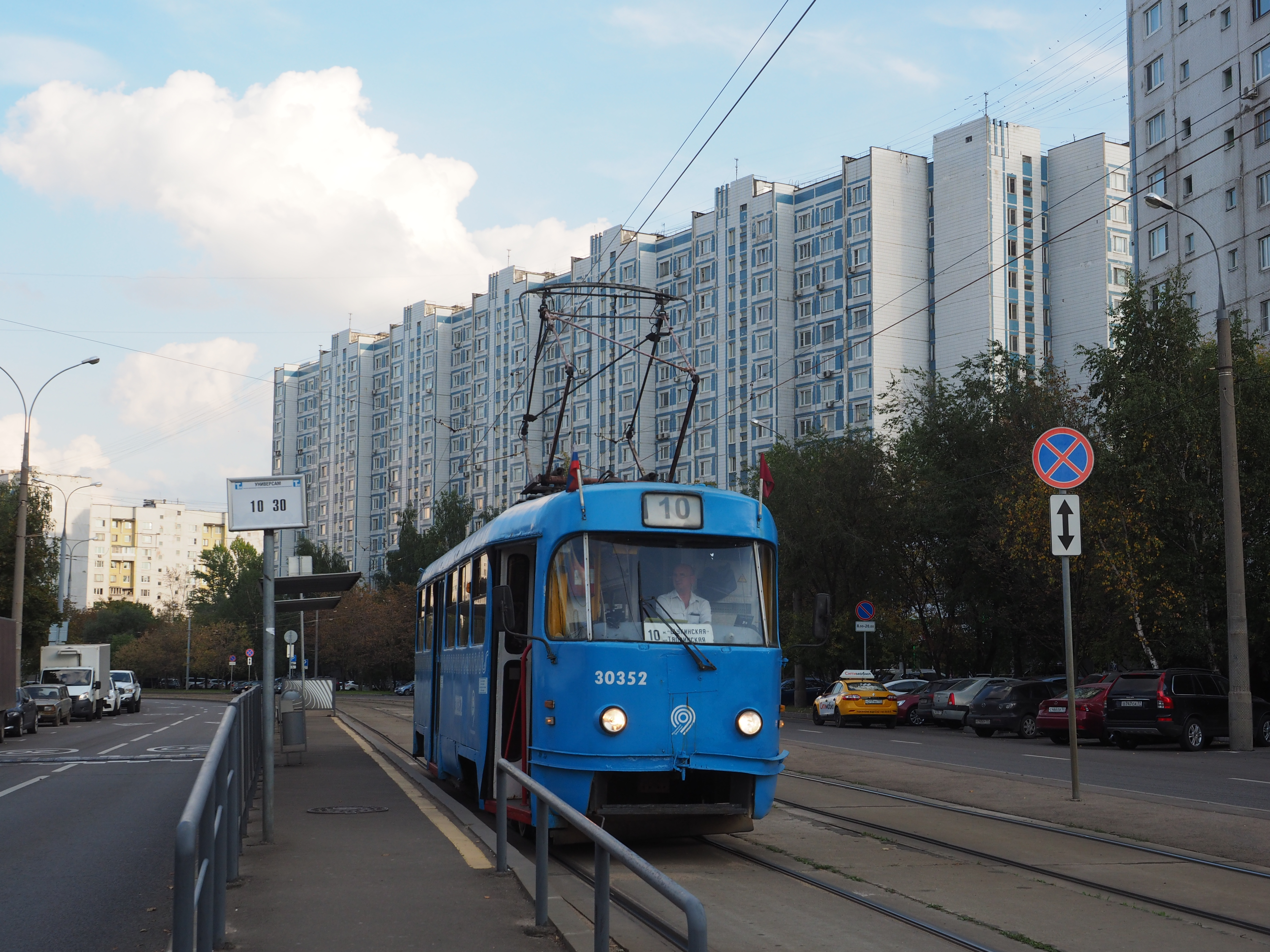
2019年撮影
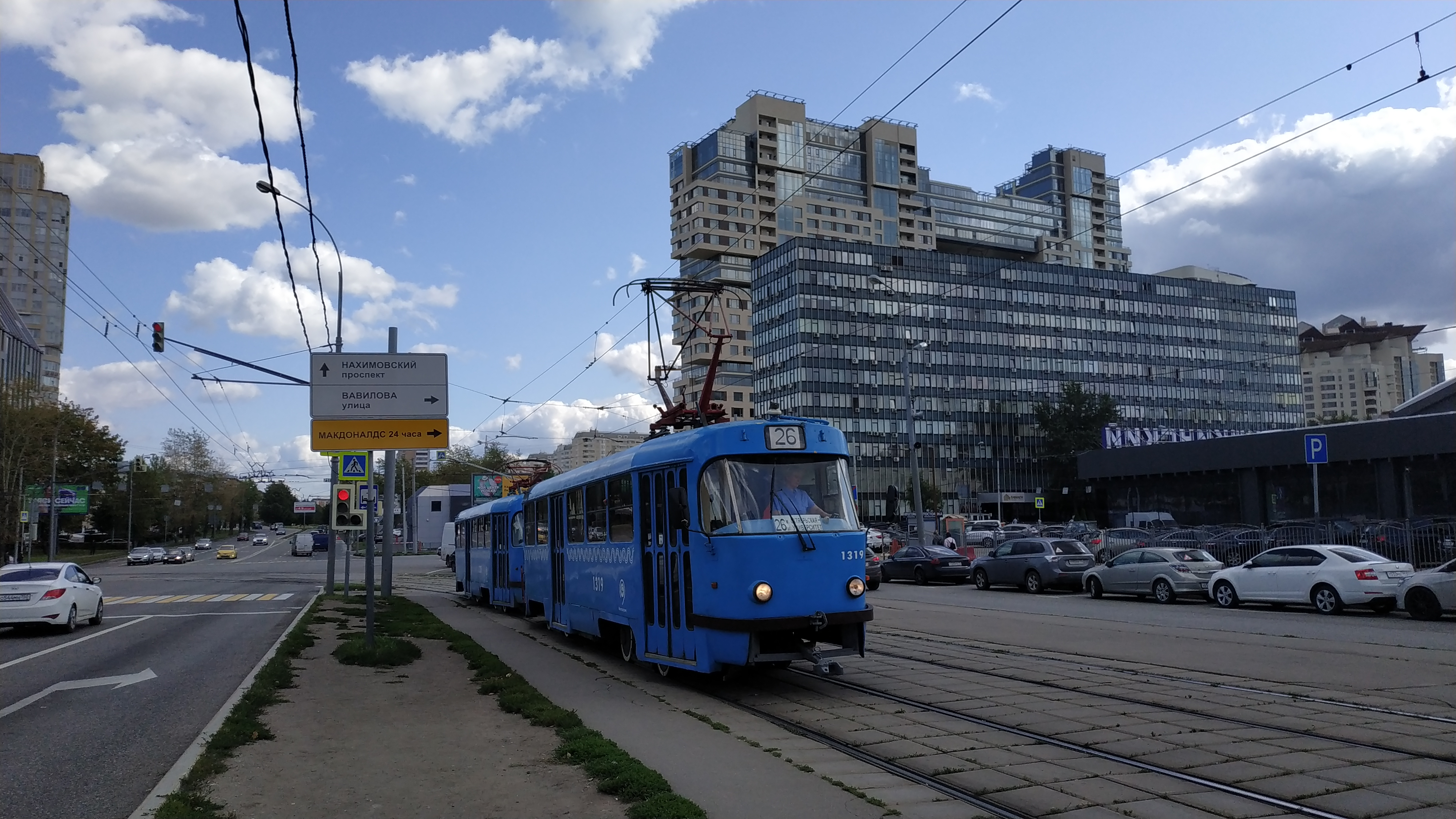
2019年撮影

## 改造・更新
1992年に実施された廃車車両の復帰を目的とした工事以降、モスクワ市電のタトラT3SUには以下のような改造や更新工事が行われた。
- "タトラ・レイス"（Татра-Рейс） - 廃車されたT3SUのうち、路面電車修理工場の子会社であるレイス（Рейс）によって修繕・近代化工事を受けた上で現役に復帰した車両。1992年から1993年にかけて20両が改造された[26]。
- TMRP-1、TMRP-2、TMRP-2M（ТМРП-1、ТМРП-2、ТМРП-2М） - 機器更新に加えて、前面形状や乗降扉の改造も実施された形式。だが信頼性に難があった事で早期に運用から離脱し、一部車両はMTTCHへの再度の更新を受けた[30][31][32]。
- MTTM（МТТМ）  - 電気機器をハンガリーのガンツ・トランスエレクトロ製に更新した形式。2002年から2004年にかけて改造が実施されたが、ガンツ・トランスエレクトロの電気機器製造終了に伴う予備部品不足に伴い、ロシア連邦製の機器に交換する計画が存在した[33][29]。
- MTTA（МТТА） - 路面電車修理工場による機器更新車両。サンクトペテルブルクの企業によって製造された誘導電動機が搭載され、制御装置もVVVFインバータ制御方式のものに交換した[33][34][29]。
- MTTA-2（МТТА-2） - 路面電車修理工場による更新車両で、誘導電動機の搭載や制御装置のVVVFインバータ制御方式への更新に加え、車体左側前後に乗降扉を追加した形式。背中合わせに連結し両運転台式の2両編成を組む事を前提にしており、終端にループ線が存在しない、車両の両側にプラットホームや安全地帯が存在する等の線形条件に合わせた仕様となっている。沿線の工事の関係でループ線が使用できなくなった第9系統へ向けて2012年から2015年の間に33両が改造されたが、2017年にループ線が復活した事で超低床電車に置き換えられ、翌2018年にヴォルゴグラード・メトロトラムへ譲渡された[33][34][35][36][37]。
- MTTD（МТТД） - モスクワのディナモ工場（Динамо）製の電気機器を搭載した形式[34]。
- MTTCH（МТТЧ） - チェコのセゲレツ（Cegelec）が展開する電気機器「TVプログレス（TV Progress）」を搭載した形式[4][34][35][38]。
- MTTE（МТТЕ） - エカテリンブルクに本社を置くASK（Автоматизированные системы и комплексы «АСК»）が製造した電気機器を搭載した形式。一部車両についてはサマーラ市電への譲渡も検討されている[34][39]。
- KT3R（КТ3R） - チェコの各企業の協力の元、路面電車修理工場によって2両のタトラT3SUを改造した3車体連接車。新造した中間車体は車椅子やベビーカーでも乗降が容易な低床構造となっている。2018年の時点では1両のみ在籍していた[33][35][40]。
- その他 - 2019年の時点で残存するT3SUのうち、6両は高温時に砂塵の飛散を防ぐための散水車に改造されており、車内に水タンクが配置されている[41]。

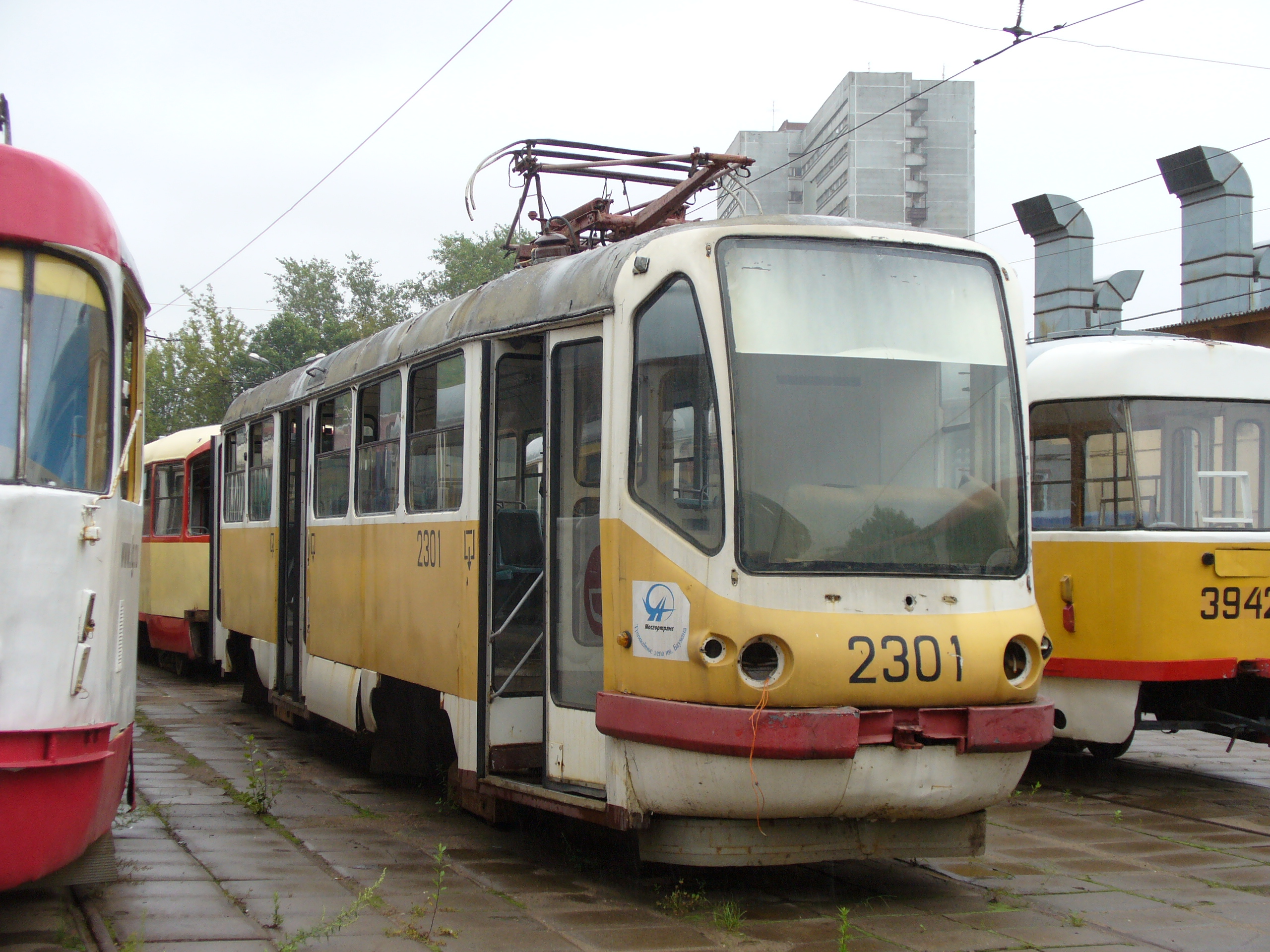
TMRP-1
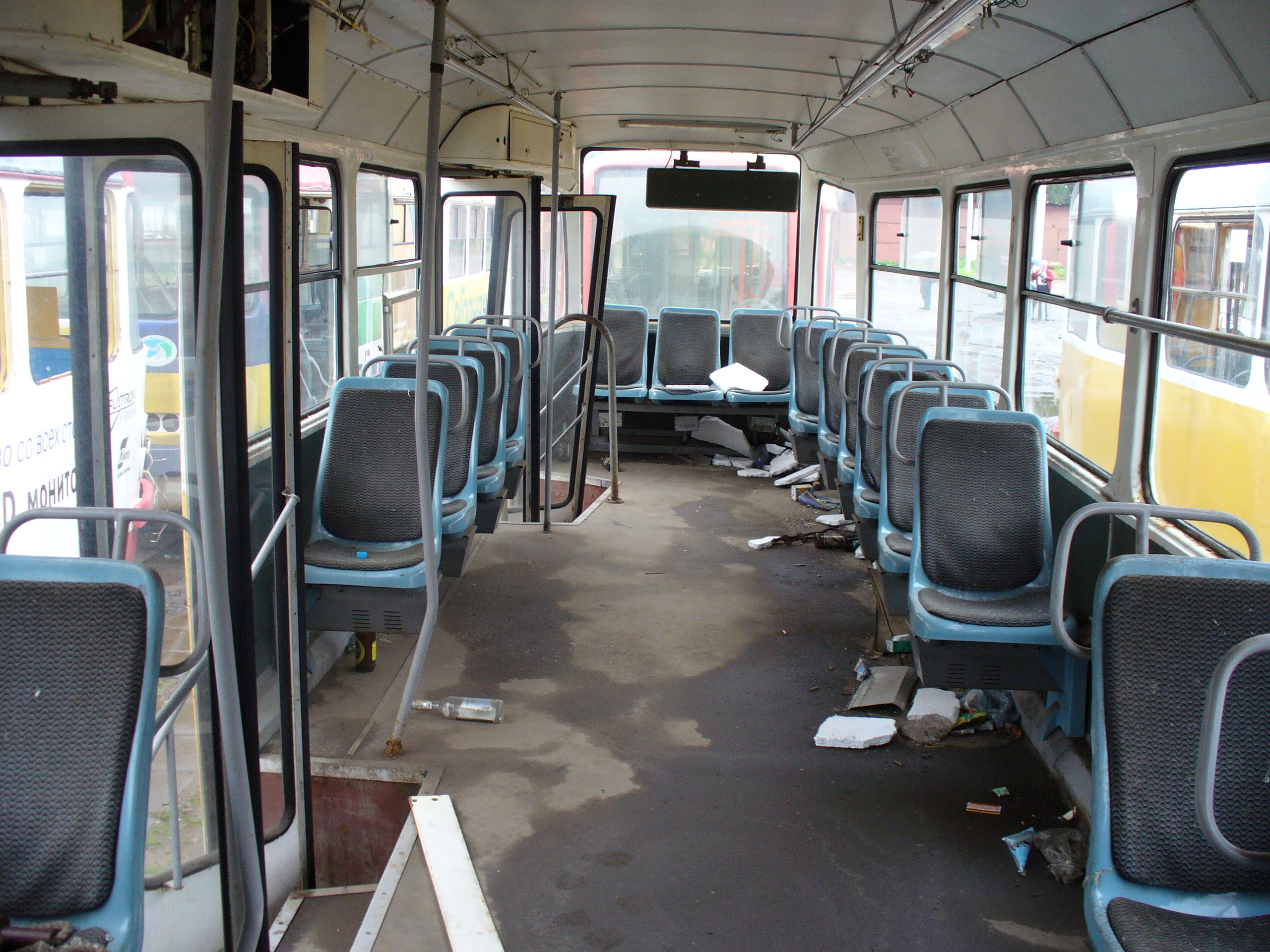
TMRP-1（車内）
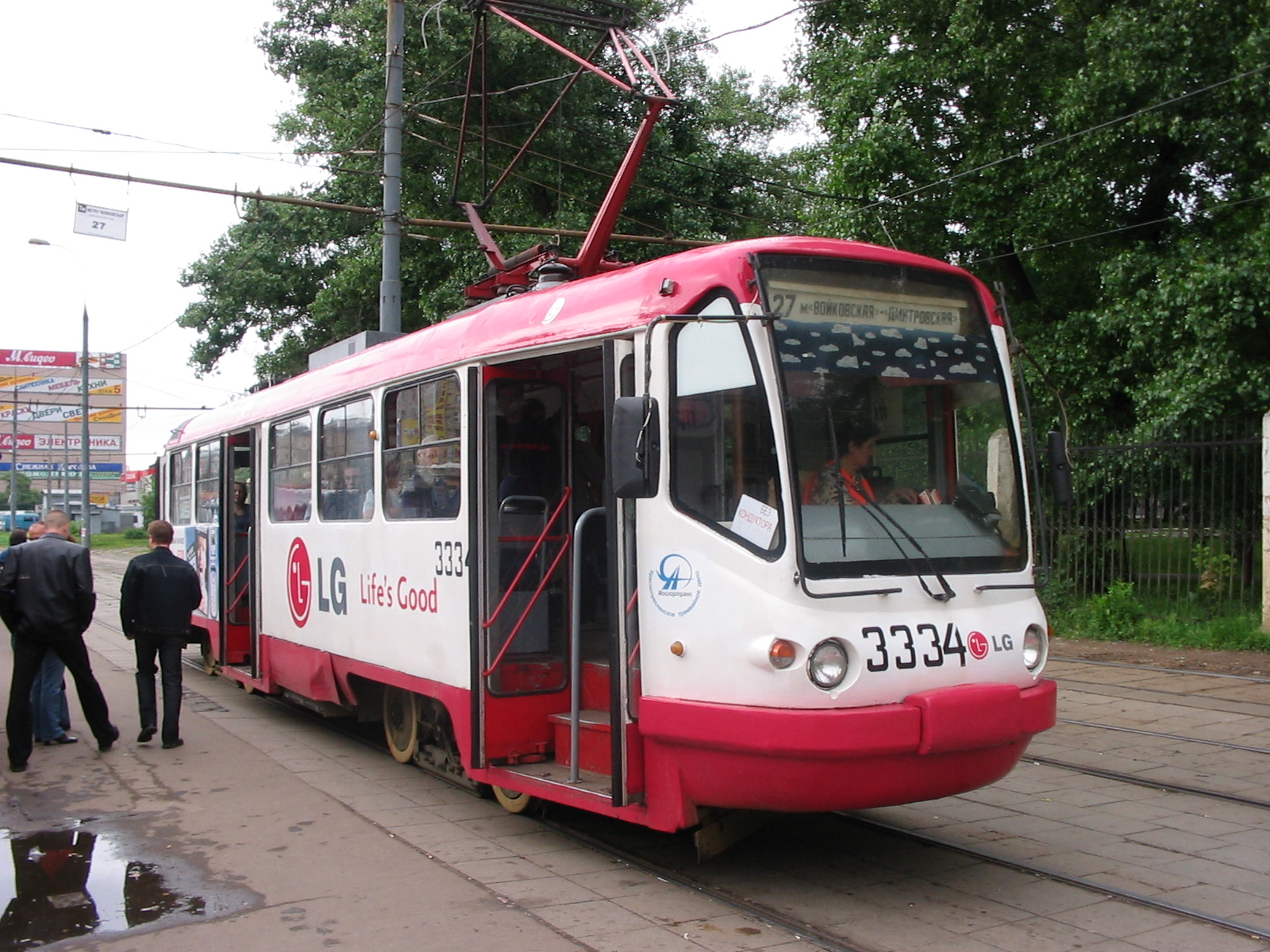
TMRP-2
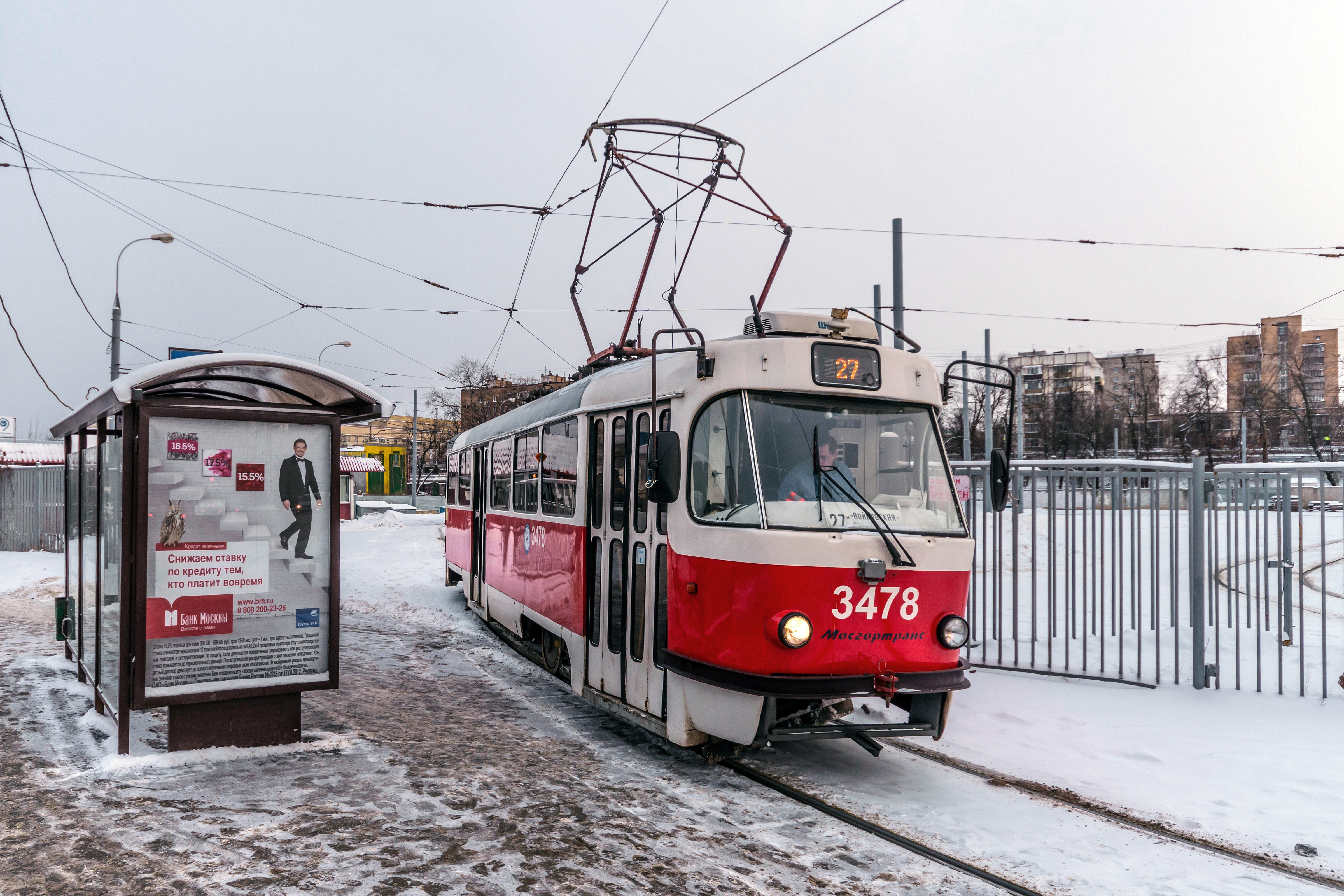
MTTA
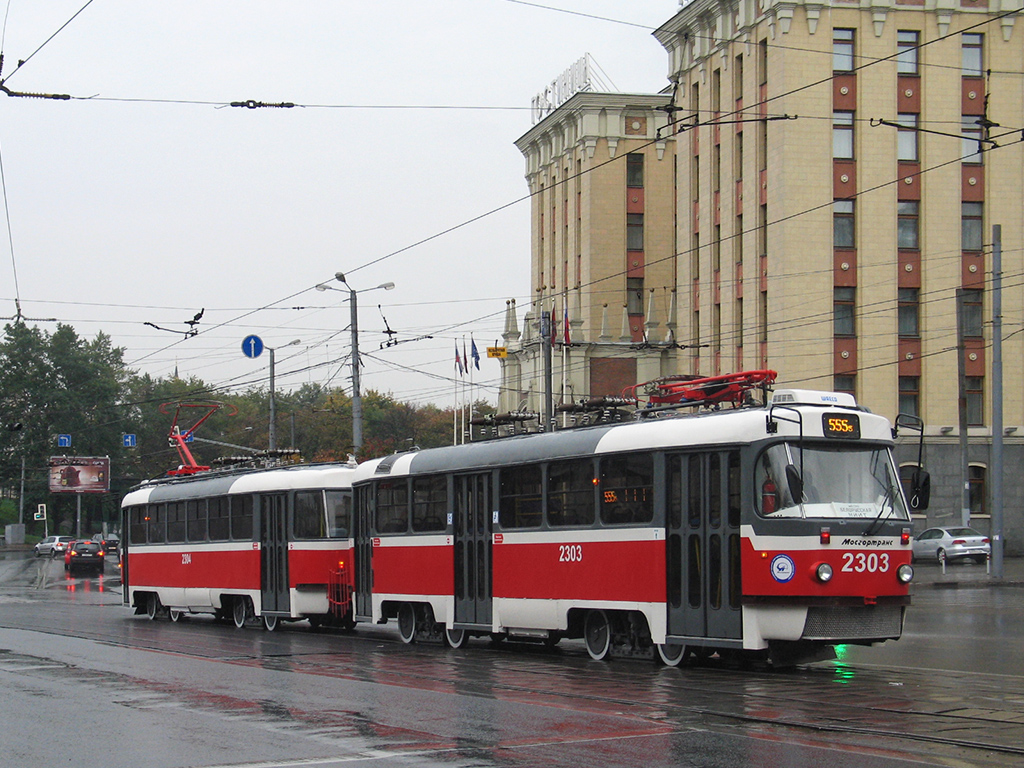
MTTA-2
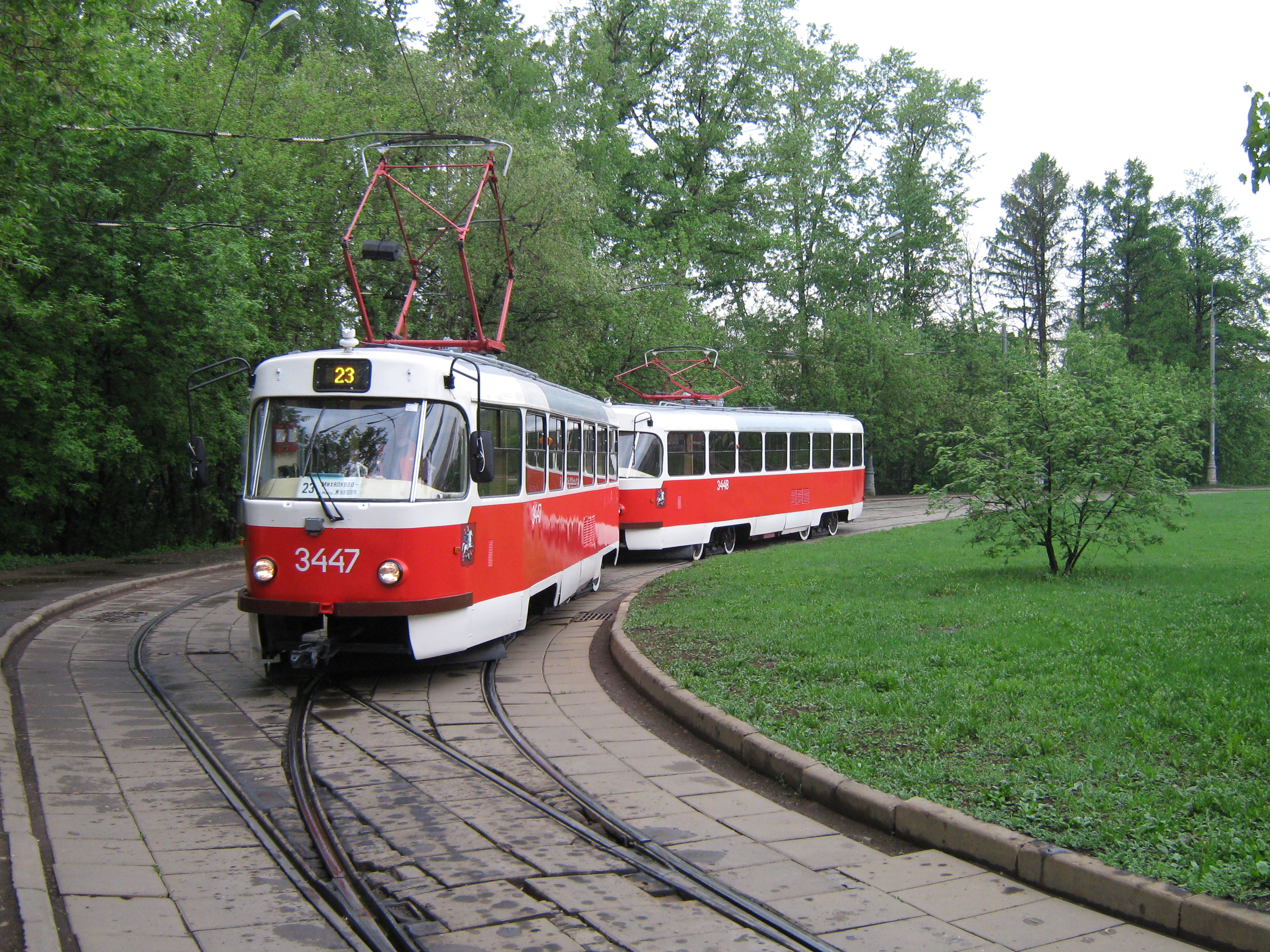
MTTCH
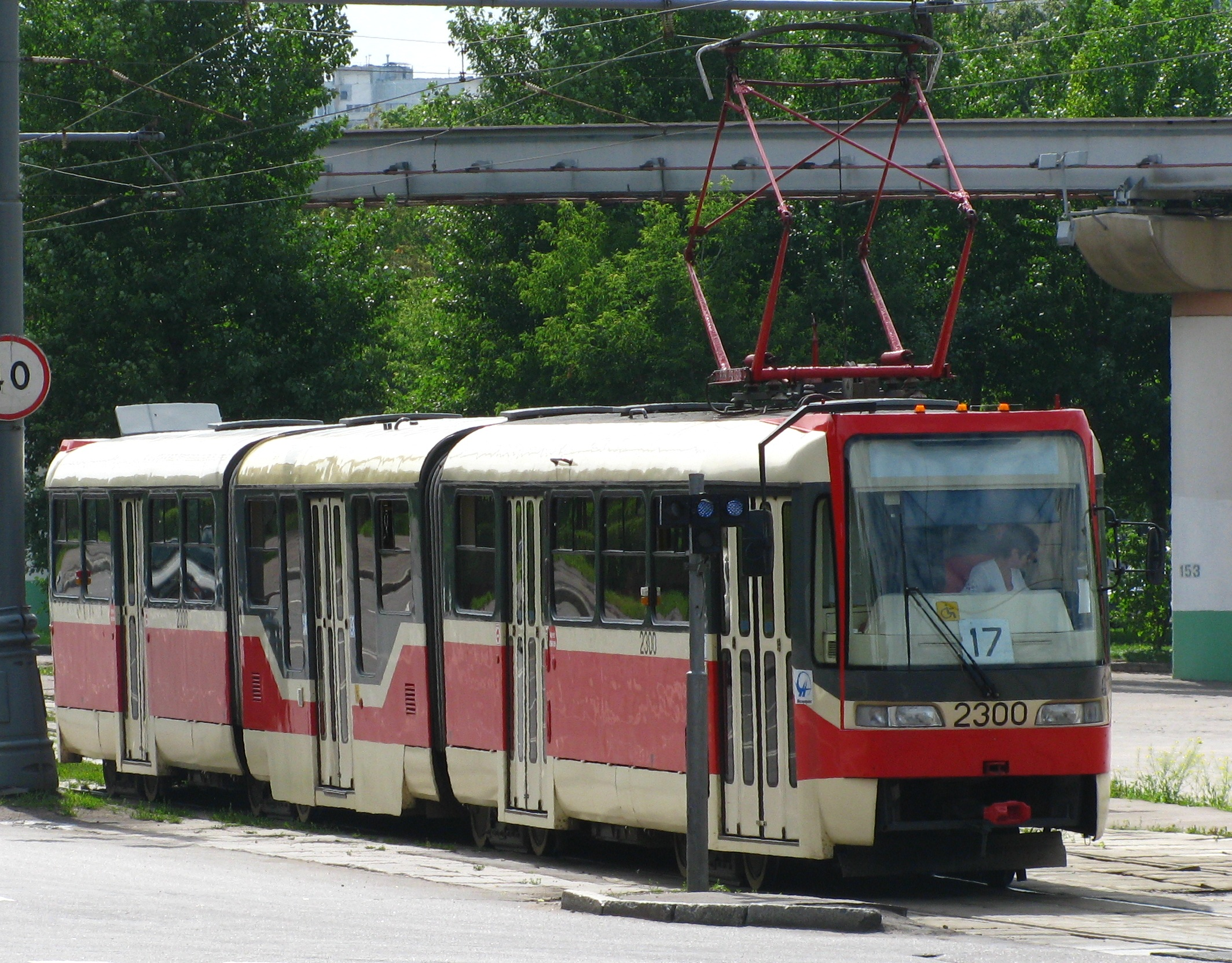
KT3R